# لوکا ترمولادا
لوکا ترمولادا (انگلیسی: Luca Tremolada؛ زادهٔ ۲۵ نوامبر ۱۹۹۱) بازیکن فوتبال اهل ایتالیا است.
از باشگاه‌هایی که در آن بازی کرده‌است می‌توان به باشگاه فوتبال اینتر میلان، باشگاه فوتبال پیاچنزا، باشگاه فوتبال برشا، باشگاه فوتبال رجانا، باشگاه فوتبال پیزا، باشگاه فوتبال کومو، باشگاه فوتبال اتلتیکو آرتزو، و باشگاه فوتبال وارزه اشاره کرد.
وی همچنین در تیم‌های ملی فوتبال زیر ۱۸ سال ایتالیا، زیر ۱۹ سال ایتالیا، و زیر ۲۰ سال ایتالیا بازی کرده‌است.